# الشواكر (سيدي موسى لمهاية)
الشواكر هي إحدى مشيخات المملكة المغربية، تتبع جغرافيا لعمالة وجدة أنكاد وإداريًا لسيدي موسى لمهاية. يقدر عدد سكانها بـ 460 نسمة حسب الإحصاء الرسمي للسكان والسكنى لسنة 2004.